# São Miguel do Aleixo
São Miguel do Aleixo là một đô thị thuộc bang Sergipe, Brasil. Đô thị này có diện tích 143,3 km², dân số năm 2007 là 3658 người, mật độ 25,53 người/km².